# Fritz Schallwig
Fritz Schallwig   (Spandau, 7 de maig de 1890 - Hamburg, 1960) fou un ciclista alemany, professional des del 1910 fins al 1913. Es va especialitzar en les curses de sis dies. Va guanyar la seva primera cursa el 1910 a Alemanya a la cursa de Berlín a Leipzig.
Schallwig es va casar amb Emma Tonne des de 1917 fins al seu divorci el 1940.
Durant la 1a Guerra Mundial va ser guardonat amb la Creu de Ferro.

## Palmarès
En pista.
- 1913
  - 1r als Sis dies de Kiel (amb Paul Passenheim)

Palmarès en ruta.
- 1910
  - 1r a la Berlín-Leipzig-Berlín
- 1911
  - 1r a la Berlín-Cottbus-Berlín
  - 1r a Hannover
  - 1r a la Volta a Magdeburg
- 1912
  - 1r a la Volta a Saxònia